# Saison 2011-2012 de l'Everton FC
Maillots
Chronologie
Saison précédente Saison suivante
La saison 2011-2012 de l'Everton FC est la 20e saison consécutive du club en Premier League depuis son rétablissement en 1992. Everton dispute aussi la FA Cup et la Carling Cup.

## Transferts

### Mercato d'été
| Date         | Type | Prix | Joueur              | Ancien club         | Championnat      |
| ------------ | ---- | ---- | ------------------- | ------------------- | ---------------- |
| 31 août 2011 | Prêt | -    | Royston Drenthe     | Real Madrid         | Liga BBVA        |
| 31 août 2011 | Prêt | -    | Denis Stracqualursi | Club Atlético Tigre | Primera división |

Total dépenses : 0 €
| Date            | Type           | Prix     | Joueur            | Ancien club       | Championnat                  |
| --------------- | -------------- | -------- | ----------------- | ----------------- | ---------------------------- |
| 27 mai 2011     | Vente          | 2.85 M€  | James Vaughan     | Norwich City      | Premier League               |
| 1er juin 2011   | Fin de contrat | Gratuit  | Iain Turner       | Preston North End | Football League One          |
| 1er juin 2011   | Fin de contrat | Gratuit  | Kieran Agard      | Yeovil Town       | Football League One          |
| 1er juin 2011   | Fin de contrat | Gratuit  | Hope Akpan        | Crawley Town      | Football League Two          |
| 12 juillet 2011 | Fin de contrat | Gratuit  | John Nolan        | Stockport County  | Conference National          |
| 12 août 2011    | Prêt           | -        | João Silva        | Vitória Setúbal   | Liga Sagres                  |
| 31 août 2011    | Vente          | 11.40 M€ | Mikel Arteta      | Arsenal FC        | Premier League               |
| 31 août 2011    | Vente          | Indéfini | Yakubu Aiyegbeni  | Blackburn Rovers  | Premier League               |
| 31 août 2011    | Vente          | 3.40 M€  | Jermaine Beckford | Leicester City    | Football League Championship |
| 31 août 2011    | Prêt           | -        | Shane Duffy       | Scunthorpe United | Football League One          |

Total dépenses : 17.65 M€

## Matchs
Source : EvertonFC.com
Dernière mis à jour : le 3 septembre 2011

## Classement et statistiques
Everton termine le championnat à la neuvième place avec 15 victoires, 11 matchs nuls et 12 défaites. Une victoire rapportant trois points et un match nul un point, Everton totalise 56 points.
Extrait du classement de Premier League 2011-2012
| Rang | Équipe               | Pts | J  | G  | N  | P  | Bp | Bc | Diff |
| --- | -------------------- | --- | -- | -- | -- | -- | -- | -- | ---- |
| 1 | Manchester City      | 89  | 38 | 28 | 5  | 5  | 93 | 29 | +64  |
| 2 | Manchester United    | 89  | 38 | 28 | 5  | 5  | 89 | 33 | +56  |
| 3 | Arsenal              | 70  | 38 | 21 | 7  | 10 | 74 | 49 | +25  |
| 4 | Tottenham Hotspur    | 69  | 38 | 20 | 9  | 9  | 66 | 41 | +25  |
| 5 | Newcastle United     | 65  | 38 | 19 | 8  | 11 | 56 | 51 | +5   |
| 6 | Chelsea              | 64  | 38 | 18 | 10 | 10 | 65 | 46 | +19  |
| 7 | Everton FC           | 56  | 38 | 15 | 11 | 12 | 50 | 40 | +10  |
| 8 | Liverpool            | 52  | 38 | 14 | 10 | 14 | 47 | 40 | +7   |
| 9 | Fulham               | 52  | 38 | 14 | 10 | 14 | 48 | 51 | -3   |
| 10 | West Bromwich Albion | 47  | 38 | 13 | 8  | 17 | 45 | 52 | -7   |
| - Phase de groupes de la Ligue des Champions 2012-2013 - Phases de groupes de la Ligue Europa 2012-2013 - Barrages de la Ligue Europa 2012-2013 |                      |     |    |    |    |    |    |    |      |